# Offene Kinder- und Jugendarbeit
Die Offene Kinder- und Jugendarbeit ist ein Teilbereich der professionellen Sozialen Arbeit (vgl. Sozialarbeit) mit einem sozialräumlichen Bezug und einem sozialpolitischen, pädagogischen und soziokulturellen Auftrag. Offene Arbeit begleitet und fördert Kinder und Jugendliche auf ihrem Weg in die erwachsene Selbstständigkeit und Mündigkeit und integriert sie in gesellschaftliche Prozesse. Der niederschwellige Zugang zu ihren Angeboten und ihre spezifischen Arbeitsprinzipien begünstigen den Erwerb von Bildungsinhalten, die für alltägliche Handlungs- und Sozialkompetenzen wichtig sind. Insbesondere für bildungs- und sozial benachteiligte junge Menschen leistet Offene Kinder- und Jugendarbeit einen Beitrag zur Integration und Vermeidung von Ausgrenzung.
Offene Einrichtungen, Projekte und Veranstaltungen, die der Kinder- und Jugendarbeit gewidmet sind, grenzen sich von schulischen oder verbandlichen Formen der Jugendarbeit dadurch ab, dass ihre Angebote kostenfrei, ohne Mitgliedschaft oder besondere Zugangsvoraussetzungen in der Freizeit von Kindern und Jugendlichen genutzt werden können.

## Gesetzliche Grundlagen
Die Offene Kinder- und Jugendarbeit ist Bestandteil der sozialen Infrastruktur von Städten und Gemeinden und erfüllt gemeinsam mit anderen Bereichen der Kinder- und Jugendarbeit den Auftrag des SGB VIII (KJHG – Kinder und Jugendhilfegesetz), das auch die übergeordneten Rahmenbedingungen festlegt. Demnach soll Jugendhilfe laut den §§ 1, 8 und 9 SGB VIII
- junge Menschen in ihrer individuellen und sozialen Entwicklung zu eigenverantwortlichen und gemeinschaftsfähigen Persönlichkeiten fördern
- dazu beitragen, Benachteiligung zu vermeiden und abzubauen
- Mädchen und Jungen gleichberechtigt zur Selbstbestimmung befähigen und zu gesellschaftlicher Mitverantwortung und sozialem Engagement anregen
- Eltern und andere Erziehungsberechtigte beraten und unterstützen
- Kinder und Jugendliche vor Gefahren für ihr Wohl schützen
- dazu beitragen, positive Lebensbedingungen für junge Menschen und ihre Familien sowie eine kinder- und familienfreundliche Umwelt zu erhalten oder zu schaffen.

§ 11 SGB VIII legt die Schwerpunkte der Kinder- und Jugendarbeit als außerschulische Jugendbildung mit eigenständigem Bildungsauftrag neben der Schule fest. Ihre Angebote richten sich an alle Kinder, Jugendlichen und jungen Erwachsenen bis zum Alter von 27 Jahren. Sie sollen am Alltag, der Lebenswelt und dem Interesse junger Menschen ansetzen und basieren auf freiwilliger Teilnahme.
„Anbieter“, d. h. Träger Offener Kinder- und Jugendarbeit sind öffentliche Träger, also beispielsweise Städte oder Gemeinden sowie freie Trägern, zum Beispiel kirchliche Träger oder Vereine. In manchen Bundesländern ist auch das Land Träger der Angebote.
Freie Träger sind nach dem Subsidiaritätsprinzip (§ 12 SGB VIII, Vorrang privater vor staatlichen Einrichtungen) von öffentlichen Trägern in der Wahrnehmung ihrer Aufgaben zu unterstützen. Sie haben damit einen besonderen Stellenwert in der Offenen Kinder- und Jugendarbeit. Die Finanzierungsmodelle sind je nach Bundesland sehr unterschiedlich. Während beispielsweise in Nordrhein-Westfalen das Land überwiegend die Angebote finanziert, sind es in den anderen Bundesländern überwiegend die Kommunen, in Baden-Württemberg beispielsweise zu etwa 85 %.

## Arbeitsprinzipien
Voraussetzung für den Erfolg Offener Kinder- und Jugendarbeit sind ihre Arbeitsprinzipien. Sie stellen den niederschwelligen Zugang und die Bildungsleistungen sicher.

### Prinzip der Offenheit
Das Prinzip der Offenheit bezieht sich auf die kulturelle, weltanschauliche und politische Ungebundenheit der Einrichtungen. Kinder und Jugendliche müssen keinerlei Voraussetzungen erfüllen, um die Einrichtungen nutzen und deren Angebote wahrnehmen zu können. Sie setzen die Themen, die dann Inhalte der pädagogischen Praxis vor Ort sind. Die Auseinandersetzung mit den Lebenslagen, Lebensstilen und Lebensbedingungen, den Anliegen der Besucher ist Arbeitsauftrag der Offenen Arbeit. Offenheit bezieht sich auch auf die Offenheit der Prozesse und Ergebnisse. Die Offene Kinder- und Jugendarbeit definiert keine vorgegebenen Abläufe, sondern setzt lediglich Rahmenbedingungen für ein erfolgreiches Bearbeiten der Themen und Anliegen der Kinder und Jugendlichen. Diese Prozesshaftigkeit statt Ergebnisorientierung gewährleistet bei den Kindern und Jugendlichen die Implementierung von Lern- und Bildungsinhalten, die sich aus Sachzusammenhängen ergeben. Sie finden ohne Leistungsdruck, interessensgeleitet und in aktiver Aneignung statt.

### Prinzip der Freiwilligkeit
Das Prinzip der Freiwilligkeit besagt, dass Kinder und Jugendliche die Einrichtungen freiwillig nutzen und selbst darüber entscheiden, welche Angebote sie wahrnehmen und worauf sie sich einlassen und wie lange. Wesentliche Aspekte der Freiwilligkeit sind damit das Erkennen eigener Bedürfnisse seitens der Kinder und Jugendlichen sowie Selbstbestimmung und individuelle Motivation.

### Prinzip der Partizipation
Das Prinzip der Partizipation erlaubt Kindern und Jugendlichen nicht nur eine aktive Mitgestaltung bei den Themen der Angebote und deren Formen, sondern regt sie dazu an, sich einzubringen. Aufgrund der wechselnden Gruppenstrukturen, der Freiwilligkeit des Kommens und Gehens müssen Ziele und Inhalte der Angebote mit den Beteiligten immer wieder neu verhandelt werden und stärken so die demokratischen Erfahrungen junger Menschen. Dabei wird die Meinung jedes Einzelnen ernst genommen und in den Aushandlungsprozess einbezogen – Ausgrenzungen wird damit entgegengewirkt. Die Mitbestimmung an bedeutsamen Entscheidungen sichert für die Nutzer das Anknüpfen der Angebote an ihren Bedürfnissen und Interessen.

### Prinzip der Lebenswelt- und Sozialraumorientierung
Die Prinzipien der Lebensweltorientierung und Sozialraumorientierung greifen die unmittelbaren Erfahrungen der Kinder und Jugendlichen mit sich und ihrem Umfeld auf. Dazu gehört einerseits, Ressourcen der Gemeinde wie Einrichtungen und Orte oder Räume, die für Kinder und Jugendliche von Bedeutung sind oder sein können, sowie familiäre Hintergründe in die Arbeit mit einzubeziehen bzw. zu berücksichtigen. Andererseits sind für die Offene Kinder- und Jugendarbeit die Perspektiven, Wertungen und Sinnzuschreibungen der Kinder und Jugendlichen jeweils Grundlage und Ausgangspunkt ihrer Arbeit. Mitbestimmung, Bedarfsorientierung und differenzierte Angebote für unterschiedliche Milieus sind nur so umsetzbar.

### Prinzip der Geschlechtergerechtigkeit
Mit dem Prinzip der Geschlechtergerechtigkeit wird vor allem die Tatsache berücksichtigt, dass Mädchen und Jungen in unterschiedlichen Lebenslagen aufwachsen. Geschlechterreflektierende Arbeit versucht, Benachteiligung abzubauen und Gleichberechtigung zu fördern. Ziel ist weiter, eine selbstbestimmte Geschlechtsidentität mit vielfältigen Facetten zu fördern. Dazu werden geschlechtshomogene als auch heterogene Angebote eingesetzt.

## Einrichtungen und Personal
Unter dem gemeinsamen Dach „Offene Kinder- und Jugendarbeit“ haben sich unterschiedliche Einrichtungstypen ausdifferenziert. Die Sozialraum- und Lebensweltorientierung hat eine Einrichtungsvielfalt zur Folge, die teilweise auch in Mischformen vorkommt:

### Kinder- und Jugendfreizeiteinrichtungen mit hauptamtlichen Mitarbeitern
Kinder- und Jugendfreizeiteinrichtungen werden als Jugendhäuser, Kinderhäuser, Jugendtreffs, Jugendzentren, JUZ, JUZE, Jugendcafés, Jugendklubs, Jugendfreizeitstätten, Jugendfarmen, Abenteuerspielplätze oder ähnlich bezeichnet. Als offene Einrichtungen bieten sie Kindern und Jugendlichen flexibel nutzbare Räume, niederschwellige Angebote und Programme. Die Angebote werden auf unterschiedliche Alters- und Zielgruppen zugeschnitten. Es gibt Häuser, die sich auf besondere Angebote konzentrieren, beispielsweise soziokulturelle Zentren oder Jugendkulturzentren, Medienzentren und Musikwerkstätten. Hinzu kommen Einrichtungen, die stadtteilbezogen arbeiten und solche, die – vor allem in größeren Städten – stadtteilübergreifende Angebote machen. Die Einrichtungen unterscheiden sich darüber hinaus in ihrer Größe und der Vielfalt der Nutzungsmöglichkeiten. Während kleinere Einrichtungen oft nur wenig Personal und einen Raum zur Verfügung haben, sind „Großeinrichtungen“ häufig mit einem größeren pädagogischen, nicht selten interdisziplinär aufgestellten Team ausgestattet. Mit mehreren Räumen ist ein vielfältiges Programmangebot (zum Beispiel Musik, Medien, Tanz etc.) möglich. In vielen Fällen steht auch ein multifunktional nutzbares Außengelände zur Verfügung. Manche Einrichtungen erreichen eine große Auslastung durch
Nutzungsfreigaben an Dritte und Kooperationen mit anderen Fachdisziplinen wie zum Beispiel Schulsozialarbeit, Beratungsdiensten, Jugendgerichtshilfe oder als Seminarort außerhalb und auch parallel zu den offenen Angeboten.

### Jugendräume in Selbstverwaltung
Einrichtungen in Selbstverwaltung (Jugendzentren, Bauwagen, Hütten, Buden) sind vorwiegend von aktiven Jugendlichen und jungen Erwachsenen initiiert und getragen, die teilweise mehr oder weniger kontinuierlich von einem hauptamtlichen Pädagogen oder einer Pädagogin beraten und unterstützt werden. Sie finden sich meist im ländlichen Raum. Die oft basisdemokratische Organisation ermöglicht den Aktiven Entscheidungsspielräume und die Chance zu demokratischen Lernerfahrungen.

### Aktiv- oder Abenteuerspielplätze
Auf Aktiv- oder Abenteuerspielplätzen (Abenteuerspielplatz) werden Kindern selbst gestaltbare und pädagogisch betreute Erlebnisspielräume geboten. Naturnahe Erfahrungsbereiche, Baumöglichkeiten mit
Materialien und Werkzeugen bieten starke Anreize für vielseitige und schöpferische Aktivitäten, Spiel und Spaß, Bewegung und soziales Lernen.

### Stadtteilbauernhöfe und Jugendfarmen
Ergänzend zum Konzept der Aktiv- und Abenteuerspielplätze nimmt bei Stadtteilbauernhöfen und Jugendfarmen die Haltung und Pflege von Tieren eine besondere Stellung ein. Kinder und Jugendliche kommen teilweise täglich und kümmern sich um die Tiere. Über die Beziehung zum Tier erleben sie Nähe und Geborgenheit und lernen insbesondere, was es heißt, Verantwortung für sich und Andere zu übernehmen und Beziehungen zu gestalten.

### Spielmobile
Ein Spielmobil ist meist ein Kleinbus, der mit Spielgeräten und anderem Material für Spiel-, Werk-, Gestaltungs- und Bewegungsangebote gefüllt ist. Die Arbeit der Spielmobile hat zum Ziel, mit eigenen Konzepten Spiel als kulturelles Phänomen – insbesondere für Kinder – zu etablieren. Die Angebote finden immer dort statt, wo Kinder sind, sei es nun auf Spielplätzen, in einem Park, bei öffentlichen Festen, im Rathaus oder auch im Klassenzimmer. Ebenso flexibel sind die Angebotsformen: Offene und feste Gruppen, Spielprogramme für drei Stunden bis hin zu sechs Wochen. Spielmobile veranstalten Projekte mit einem kleinen Reisekoffer oder mit einem geräumigen LKW voller Spielmaterial. Die Themen orientieren sich am Bedarf: Sie reichen von Beteiligungsprojekten für eine kindgerechte Stadt bis hin zur Gesundheitsförderung. Entsprechend vielfältig sind die eingesetzten Methoden.

### Jugendinformationszentren
Jugendinformationszentren bieten ein niederschwelliges sozialpädagogisches Informations-, Beratungs- und Vermittlungsangebot für Kinder, Jugendliche und Erziehende. Sie wollen Orientierung und Kompetenzvermittlung, beispielsweise im Übergang von der Schule in den Beruf, zu Erfahrungen im Ausland, zu Beratungs- und Hilfeangeboten ermöglichen.

### Familien-, Stadtteilzentren und Generationenhäuser
Mehr und mehr etablieren sich Einrichtungen, die als Mehrgenerationenhäuser oder Familienzentren generationenübergreifend arbeiten und Lern- und Begegnungsmöglichkeiten anbieten. Da die familiären Netzwerke immer kleiner werden, gewinnen solche Orte der Begegnung und des Austauschs zunehmend an Bedeutung. Integriert in solche Einrichtungen sind häufig für Jugendliche nutzbare Räume. Sofern diese Räume multifunktional genutzt sind, zählen sie jedoch nicht zur Offenen Kinder- und Jugendarbeit.

### Aufsuchende Formen
Offene Kinder- und Jugendarbeit ist nicht immer an Einrichtungen und Räumlichkeiten gebunden. Sie kann auch an Treffpunkten von Kindern und Jugendlichen im öffentlichen Raum stattfinden oder in Form von Projekten mit ihnen durchgeführt werden. Sie richtet sich dabei nicht explizit an benachteiligte Kinder und Jugendliche, erreicht diese jedoch vielfach. Den Schwerpunkt bilden Projektangebote zur Gestaltung von öffentlichen Räumen, Aktionen zur Konfliktlösung – meist mit Anwohnern – oder zur gezielten Integration in bestehende Einrichtungen der Offenen Kinder- und Jugendarbeit.

### Mitarbeiter
In der Offenen Kinder- und Jugendarbeit arbeiten pädagogisches Fachpersonal, überwiegend aus den Bereichen Sozialpädagogik und -arbeit, Diplompädagogik, Jugend- und Heimerziehern und Erziehern.
Ehrenamtliche Mitarbeiter unterstützen die Hauptamtlichen zum Beispiel bei der Durchführung von Angeboten oder als Vorstände von Vereinen. Die meisten Einrichtungen beschäftigen Praktikanten unterschiedlicher Art, zum Beispiel Teilnehmern von FSJ, FÖJ und BFD, dazu Studenten pädagogischer Fachrichtungen im Praxissemester und Auszubildende in Erzieherberufen.

## Angebote und Leistungen
Einrichtungen der Offenen Arbeit bieten (Frei)Räume, die als Treffpunkt für selbst bestimmte Tätigkeiten für Kinder und Jugendliche in ihrer Freizeit dienen. Sie richtet sich überwiegend an Kinder und Jugendliche im Schulalter, insgesamt aber an junge Menschen bis zum 27. Lebensjahr. Inhaltlich und räumlich orientiert sie sich an der Lebenswelt ihrer Besucher und gestaltet diese gleichzeitig mit.
Der Offene Betrieb ist Mittelpunkt Offener Kinder- und Jugendarbeit. Gemeint ist damit der offene, frei zugängliche Raum – räumlich wie zeitlich –, innerhalb dessen Kinder und Jugendliche kommen und gehen, tun und lassen können, was sie wollen, solange dies mit den Regeln und Werten der Einrichtung vereinbar ist. Meist stehen neben einem räumlichen Angebot auch Spielmöglichkeiten wie Tischkicker und -tennis, Billard, Großspielgeräte, Spieleverleih, oder einfach Sofas zum „chillen“ zur Verfügung. Der offene Betrieb ist Treffpunkt und damit Kommunikations- und Sozialraum, in dem im geschützten Rahmen und doch unter „quasi-ernsthaften“ Bedingungen Fähigkeiten, Beziehungen, Konflikte oder Geschlechtsidentität entdeckt, entwickelt und erprobt werden können. Auch organisierte Angebote (Bsp. Billardturnier) docken am offenen Betrieb an beziehungsweise finden innerhalb des offenen Betriebs statt.
Inhaltliche Angebote finden im Wochenrhythmus, als Aktionen, Projekte, im Wechsel der Jahreszeiten, als Workshops, oder spontan statt und decken inhaltlich eine breite Palette ab. Das Spektrum reicht vom gemeinsamen Kochen, einem eventuell zur Verfügung stehenden betreuten Medienraum, Filmvorführungen bis hin zu Workshop- oder Kursangeboten für Sport, Selbstverteidigung, Musik, Theater, Percussion, Tanzen, Holz-/ Metallbearbeitung, Kunst(handwerk), Poesie, Abenteuersport, Naturerlebnis usw. Aufwändig geplante und umgesetzte Ferienangebote wie Themenwochen, Freizeiten oder Kinderspielstädte sowie spezielle Tagesangebote und Ausflüge runden das Angebot ab. Die Mitarbeiter orientieren sich bei der Entwicklung der Angebote an den Interessen und Bedürfnissen der Kinder und Jugendlichen und beziehen sie generell mit ein. Alters- als auch geschlechtsspezifische und soziokulturelle Unterschiede werden dabei gezielt berücksichtigt und die Angebote danach ausgerichtet.
Veranstaltungen, Events
Mädchen und Jungen werden mit ihren jugendkulturellen Ausdrucksformen sowie wechselnden Bezügen zu bestimmten Szenen ernst genommen. Sie erhalten in der Offenen Arbeit eine Plattform für selbst organisierte Veranstaltungen und werden in deren Organisation unterstützt. Dazu gehören beispielsweise Teenie-Discos, für die Werbeflyer entworfen, ein Motto gefunden, der Raum dekoriert, die Musik ausgewählt und aufgelegt werden muss, oder Konzerte bis hin zu ganzen Festivals, für die ältere Jugendliche das Veranstaltungsmanagement übernehmen.
Beratung und Begleitung
Lebensbewältigung und Identitätsfindung sind für Kinder und Jugendliche in einer sich immer weiter ausdifferenzierenden und spezialisierenden Welt zunehmend komplexe und schwierige Herausforderungen. Mitarbeiter in der Offenen Arbeit stehen als Kontakt- und Ansprechpartner zur Verfügung. Sie hören genau hin und genau zu und unterstützen damit bei der Bewältigung alterstypischer Entwicklungsaufgaben und bei Alltagsproblemen. Ihre Haltung ist geprägt von der Orientierung an den Ressourcen der Kinder und Jugendlichen. Sie schaffen die Rahmenbedingungen, innerhalb derer sich die Mädchen und Jungen weitgehend selbstbestimmt bewegen und tätig werden können. Sie leiten an, begleiten, trösten, verhandeln Regeln und setzen Grenzen und werden damit zu Vertrauenspersonen. Mit ihrem pädagogischen Fachwissen und ihrer Erfahrung sind sie in der Lage, Problemlagen frühzeitig zu erkennen und anzusprechen sowie bei Bedarf einzelfallbezogene Beratung zu leisten und die Vermittlung geeigneter Hilfen anzustoßen. Auch gibt es in vielen Einrichtungen beispielsweise Hausaufgabenhilfe, Computerkurse, Beratung zu Sucht oder Rechtsfragen und vielfältige Angebote zur Bewältigung der Schwelle zwischen Schule und Berufsausbildung.
Kooperation und Vernetzung
Offene Kinder- und Jugendarbeit gestaltet das Angebotsspektrum für Kinder und Jugendliche im Sozialraum nicht im Alleingang. Im Interesse der Kinder und Jugendlichen werden teilweise Angebote mit anderen Einrichtungen in Kooperation geplant und durchgeführt. Zusammengearbeitet wird mit Schulen, Vereinen und Verbänden, benachbarten Kinder- und Jugendhilfeeinrichtungen, Betrieben, örtlichen Initiativgruppen und anderen Einrichtungen der Offenen Kinder- und Jugendarbeit aus der Region.
In zum Teil überregionaler Gremienarbeit findet der fachliche Austausch über Themen, die alle Kinder und Jugendlichen betreffen, statt. Sie dient der Fortbildung, der Feststellung des Bedarfs und entsprechender Verteilung von Verantwortlichkeiten. Auf kommunalpolitischer Ebene vertritt die Offene Kinder- und Jugendarbeit die Interessen der Kinder und Jugendlichen und gestaltet politische Prozesse mit. So arbeitet sie zum Beispiel bei der Jugendhilfeplanung mit den Verwaltungsorganen der Kommune zusammen.
Eine besondere Herausforderung für die Offene Kinder- und Jugendarbeit ist die Zusammenarbeit mit Schulen. Offene Kinder- und Jugendarbeit ist interessiert an dauerhaften, partnerschaftlichen und verlässlichen Kooperationen mit Schulen. Nicht wenige Einrichtungen sind zum Beispiel im Rahmen von Ganztagesschule als Bildungspartner mit eigenen Angeboten ins Gesamtkonzept integriert. Auch im Rahmen anderer Kooperationen wie beispielsweise Projektwochen, Klassenbesuche oder Klassenfindungstage bis hin zur Hilfe beim Übergang Schule-Beruf kann die Offene Kinder- und Jugendarbeit ihre Fähigkeiten als eigenständige Bildungsinstanz in gemeinsam verantwortete Projekte und Programme einbringen. Solche Angebote ergänzen schulisches Lernen um non-formale und informelle Aspekte des Lernens und fördern grundsätzlich die Partizipation von Kindern und Jugendlichen und die Öffnung von Schulen zum sozialen Umfeld.
Ferienbetreuung und Programme mit Anmeldung
Gesellschaftliche Veränderungsprozesse wie steigende Zahlen erwerbstätiger Mütter und "Ein-Eltern-Familien" haben den Bedarf an verlässlicher Betreuung vor allem für Kinder erhöht. Insbesondere in den Ferien sind viele Eltern darauf angewiesen, die sonst üblichen Schulzeiten durch anderweitige Betreuung abzudecken, damit die Kinder nicht sich selbst überlassen und damit überfordert sind. Viele Einrichtungen bieten daher in den Schulferien Betreuungsangebote am Vormittag für Kinder berufstätiger Eltern oder Betreuung im Rahmen der verlässlichen Grundschule an, oder verlängern ihre Öffnungszeiten in den Vormittag hinein. Andere bieten spezielle Ferienprogramme an, wie Kinderspielstadt, Waldwochen, Zirkustage u. v. m. Zu den mehrtägigen Veranstaltungen gehören auch Freizeiten und Zeltlager. Außerdem beteiligen sich viele Einrichtungen an den meist kommunal organisierten Ferienprogrammen mit Workshops, ganztägigen Ausflügen und Aktionen zum Anmelden.
Auch während der Schulzeiten setzen einige Einrichtungen erfolgreich Programme mit Anmeldung und Teilnehmerbegrenzung ein. Viele Eltern schätzen die damit verbundene Verbindlichkeit und viele Kinder den festen Rahmen, der ihnen Orientierung innerhalb der vielen frei zu wählenden Angebote gibt. Zusammen mit Hausaufgabenbetreuung und Mittagstisch bedeuten diese Angebote eine kostengünstige und manchmal kostenlose qualifizierte Entlastung für Familien.

## Wirkungen und Potenziale
Die zentrale Leistung Offener Kinder- und Jugendarbeit besteht in einer umfassenden Begleitung und Ermöglichung von Persönlichkeitsentwicklung bei Kindern und Jugendlichen. Das wird in unterschiedlichen Bereichen konkret:

### Bildung
Laut OECD (Organisation für wirtschaftliche Zusammenarbeit und Entwicklung) laufen 70 % der Bildungsprozesse außerhalb der Schule ab: In offenen, alltäglichen Situationen, in Familien, in der Peergroup – und in der Kinder- und Jugendarbeit. Diese Bildungsprozesse sind oft nicht intendiert und nicht planbar. Sie brauchen jedoch Gelegenheiten und Räume, Die Offene Kinder- und Jugendarbeit orientiert sich an einem subjektorientierten Bildungsbegriff, der über Wissens- und Informationsvermittlung hinausgeht. Bildung wird verstanden als „eigensinniger Prozess“ des Kindes oder Jugendlichen und umfasst in Anlehnung an das Bundesjugendkuratorium (1) die „Anregung aller Kräfte“ – kognitive, soziale, emotionale und ästhetische, (2) die „Aneignung von Welt“ – als aktiven Prozess, bei dem Fremdes in Eigenes verwandelt wird und (3) die „Entfaltung der Persönlichkeit“ – als Entwicklung von Individualität und Potenzialen, Befreiung von inneren und äußeren Zwängen in einem emanzipatorischen Prozess.
Folgende Formen von Bildung werden dabei unterschieden:
Formelle Bildung hat einen verpflichtenden Charakter und findet in Schulen, Betrieben und Hochschulen statt. Die Inhalte sind vorgegeben und Leistungen werden bewertet.
Non-formelle Bildungsprozesse sind geplant und finden in einem zeitlich begrenzten Rahmen statt. Die Teilnehmer entscheiden sich freiwillig dafür und es findet keine Bewertung statt. Außerdem haben sie die Möglichkeit, auf Themen, Inhalte und Rhythmus Einfluss zu nehmen.
Informelle Bildung meint ungeplante, spontane Lernprozesse, die im Alltag, der Familie, in Nachbarschaft und Freizeit mehr oder weniger zufällig ablaufen. Es gibt keine vorgegebenen Inhalte, in der Offenen Kinder- und Jugendarbeit aber einen Rahmen, der solche Prozesse gezielt fördert. Der Begriff der informellen Bildung wird immer häufiger durch den Begriff der „Alltagsbildung“ (vgl. Rauschenbach, 2010), ersetzt.
Die Offene Kinder- und Jugendarbeit hat ihre Stärken in den informellem und non-formellen Bildungsprozessen. Sie wirken sich auf fünf Ebenen der Kompetenzentwicklung aus:
- Personale Kompetenzen

Personale Kompetenzen richten sich gewissermaßen nach innen, auf die eigene Person. Gemeint sind Fähigkeiten wie Eigeninitiative und Selbstorganisation, Umgang mit Körperlichkeit, Emotionalität und das Wissen um eigene Fähigkeiten. Die Offene Kinder- und Jugendarbeit schafft durch spezifische Aktionen die Möglichkeiten von u. a. körperlichen Grenzerfahrungen, die eigene Kompetenzen und Entwicklungspotenziale unmittelbar spürbar machen. Die Erfahrung von eigenem Können und eigener Wirksamkeit schafft Anerkennung und stärkt das Selbstbewusstsein In der Auseinandersetzung mit den Anderen bilden sich persönliche Wertvorstellungen heraus.
- Soziale Kompetenzen

Offene Arbeit findet mit Gruppen statt. Sie bietet damit ein Übungsfeld für Konflikt- und Kooperationsfähigkeit, für Toleranz und solidarisches Verhalten sowie dem Respekt vor der Würde des Anderen. Gefördert werden die Urteils- und Kritikfähigkeit der Mädchen und Jungen sowie ihr adäquater Umgang mit Aggressionen. Sie lernen, Verantwortung für sich und andere zu tragen und haben die Möglichkeit, Gemeinschaft als Quelle der Geborgenheit zu erleben.
- Kulturelle Kompetenzen

Die Auseinandersetzung mit wechselnden Gruppen erfordert, sich verständlich zu machen und schult damit sprachliche Fähigkeiten, sowie Ausdrucks- und Interpretationsfähigkeiten. Insbesondere durch die Vorbildfunktion und die Haltungen der Mitarbeiter, aber auch durch geschlechtsspezifische Angebote initiiert Offene Arbeit die Reflexion von Geschlechterrollen und verhilft so zur Herausbildung einer geschlechtlichen Identität. Ähnliches gilt für den Umgang mit eigener und fremder Religiosität und religiöser Zugehörigkeit. Durch die Begegnung von Menschen unterschiedlicher nationaler und sozialer Herkunft, unterschiedlichen Alters, mit und ohne Behinderungen werden Anreize zur Integration geschaffen und begleitet. Soziale und politische Zusammenhänge werden verständlicher und durchschaubarer.
- Instrumentelle Kompetenzen

Die enorme Bandbreite an Betätigungsmöglichkeiten in der Offenen Kinder- und Jugendarbeit erlaubt Kindern und Jugendlichen in der Offenen Arbeit, beispielsweise künstlerische, handwerkliche oder technische Fähigkeiten im Umgang mit unterschiedlichsten Materialien zu entfalten, sportliche Talente zu entdecken und auszubauen, oder Verständnis für naturwissenschaftliche Zusammenhänge zu entwickeln.
- Politische Kompetenzen

Offene Arbeit unterstützt die Entwicklung zu Mündigkeit und der Fähigkeit zu Mitbestimmung. Über das generelle Prinzip der Partizipation werden der Umgang mit Gremien, die Formulierung und Abwägung von Interessen sowie Entscheidungsfähigkeit eingeübt. Viele Einrichtungen legen zudem Wert auf die Vermittlung eines verantwortungsvollen Umgangs mit der Natur und ihren Ressourcen.

### Verantwortung
Die Offene Kinder- und Jugendarbeit bietet schon früh Gelegenheiten, für sich und andere Verantwortung zu übernehmen: Das offene Konzept basiert darauf, dass Kinder und Jugendliche ihre Aktivitäten selbst wählen und sich dabei mit all denen, die die gleiche Wahl getroffen haben, auseinandersetzen und arrangieren müssen. Das sind Ernstsituationen in einem geschützten Rahmen, in denen Kinder und Jugendliche die realen Folgen ihres Tuns und Lassens erfahren und damit umzugehen lernen. Dieser entscheidende Prozess der Persönlichkeitsentwicklung ist gesellschaftlich unverzichtbar.

### Integration
Die integrative Wirkung Offener Kinder- und Jugendarbeit beschränkt sich nicht allein auf die Integration von Kindern und Jugendlichen mit Migrationshintergrund, sondern umfasst die Integration in Gruppen allgemein, die Integration in sozialräumliche Zusammenhänge sowie gesamtgesellschaftliche Integration über die Auseinandersetzung mit Normen und Werten und die Gestaltung von Übergängen wie beispielsweise Schule – Beruf.

### Prävention
Die Gesamtleistung Offener Kinder- und Jugendarbeit ist zu einem großen Teil präventiven Charakters. Insbesondere der Aufbau von Ich-Stärke durch persönliche und soziale Bildung wirkt als Schutzfaktor vor Sucht, Gewalt, Mobbing, Delinquenz, Kriminalität, Entwicklungs- und Essstörungen sowie (psychischen) Krankheiten.
Darüber hinaus finden häufig speziell auf einzelne Bereiche der Prävention konzipierte Projekte, zum Beispiel zur Gesundheitsförderung durch Bewegung, Gewaltprävention durch Anti-Aggressionstraining, Prävention gegen sexualisierte Gewalt und Ähnliche statt.

## Herausforderungen und Perspektiven
Gesellschaftliche Wandlungsprozesse wirken sich auf die Lebenswelt von Kindern und Jugendlichen aus und bedingen Herausforderungen auch für die Offene Kinder- und Jugendarbeit.
Familie
Alternative Familienformen wie Ein-Eltern-Familien und Patchworkfamilien nehmen signifikant zu. Familie ist und bleibt jedoch nach wie vor Mittelpunkt der Lebenswelt von Kindern und Jugendlichen und bestimmt wesentlich deren Bildungs- und Entwicklungschancen. Die Anforderungen an Kinder und Jugendliche, sich in pluralisierten Lebensformen zurechtzufinden, steigen. Nicht geplante und formalisierte Alltagsbildung, wie sie überwiegend im Kontext von Familie und Freizeit stattfindet, entscheidet fundamental über die Kompetenzentwicklung von Heranwachsenden und die Zuweisung ihrer sozialen und ökonomischen Chancen.
Armut
Insbesondere Alleinerziehende, kinderreiche Familien und zugewanderte Familien sind von Einkommensarmut deutlich stärker bedroht oder betroffen – die finanziellen Ressourcen einer Familie sind ein entscheidender Faktor für Teilhabechancen in den Lebensbereichen wie Bildung, Erziehung, Freizeit, Gesundheit oder Wohnen.
Demografischer Wandel
Der demografische Wandel bedingt eine Abnahme des Anteils von Kindern und Jugendlichen an der Bevölkerung bis 2020 um regional bis zu 25 %. Damit einher geht ein Zuwachs der älteren Bevölkerung und deren zunehmendes politisches Gewicht. Als rückläufige Bevölkerungsgruppe verlieren unter 21-Jährige quantitativ an Einfluss, ihre Funktion für die Zukunftssicherung gewinnt jedoch eine bisher nie dagewesene Bedeutung. Besonders dramatisch stellt sich die Situation in ländlichen Regionen dar.
Migration
Deutschland ist ein Zuwanderungsland und (nicht nur) angesichts des demografischen Wandels ist Zuwanderung unbedingte Notwendigkeit. In Sachen Schulbildung und Berufsausbildung sind Kinder und Jugendliche mit Migrationshintergrund jedoch im Vergleich mit einheimischen Gleichaltrigen deutlich schlechter gestellt. Diese Benachteiligung wirkt sich wiederum auf die Berufschancen und das Einkommen aus.
Schule
Mit der Entwicklung zur Ganztagsschule in allen Schulformen rückt diese immer mehr in den Lebensmittelpunkt von Kindern und Jugendlichen. G8 und der wachsende Druck, einen guten Bildungsabschluss als Zugangsvoraussetzung für eine Berufsausbildung zu erwerben, machen sich in einer Abnahme von Freizeit und der Zunahme psychosomatischer Beschwerden bei Schülern bemerkbar.
Verdichtung der Jugendphase / Abnahme von Freizeit als unverplanter Zeit
Die Ausweitung von Schule, eine Vielzahl z. T. kommerzieller Anbieter, die um die Freizeit Heranwachsender konkurrieren, sowie die zunehmende Bedeutung des Web 2.0 mit seinen virtuellen Räumen haben zur Folge, dass Kindern und Jugendlichen weniger Zeit für freiwilliges Engagement in der Offenen Kinder- und Jugendarbeit zur Verfügung steht.
Die genannten Wandlungsprozesse bedingen zum einen zum Beispiel durch die Abnahme von Besucherzahlen bzw. die reduzierte Aufenthaltsdauer der Besuchern in den Einrichtungen besondere Herausforderungen für die Offene Kinder- und Jugendarbeit. Zum anderen wächst aus ebendiesen Gründen ihre Bedeutung: Als Institutionen, in denen insbesondere Alltagsbildung erworben wird, kann Offene Kinder- und Jugendarbeit dort ausgleichend wirken, wo Familien nicht (mehr) in der Lage sind, diese ausreichend zu vermitteln. Mit ihren Prinzipien der Offenheit, ihrem lebensweltorientierten Ansatz und der Verankerung im Gemeinwesen garantiert sie einen niederschwelligen Zugang und Erreichbarkeit ihrer Angebote. Dies kommt vor allem benachteiligten Mädchen und Jungen aus einkommensschwachen und bildungsfernen Haushalten zugute.
Daraus ergeben sich folgende zukunftsorientierte Handlungsfelder:
Offene Kinder- und Jugendarbeit ist aufgefordert, stärker als bisher mit Schule zu kooperieren, ohne dabei ihre Leitprinzipien aufzugeben, sondern sich als eigenständiger Bildungspartner, als Förderer notwendiger und lebensweltorientierter Alltagsbildung zu verstehen.
Mit dem Thema der sozialen Teilhabe als zentrale Voraussetzung für gelingende gesellschaftliche Integration und eine emanzipierte Biografie muss sich die Offene Arbeit vermehrt darum kümmern, nicht-affine Gruppen und Milieus anzusprechen und einzubeziehen.
Darüber hinaus muss Offene Kinder- und Jugendarbeit ihre Leistungen in der Öffentlichkeit besser sichtbar machen und damit auch politisch für mehr Akzeptanz und Gewicht sorgen.
Will man die soziale und kulturelle Verödung ländlicher Regionen nicht hinnehmen, kann die Offene Kinder- und Jugendarbeit eine wichtige Rolle bei der Gestaltung eines attraktiven, lebenswerten Umfeldes vor Ort einnehmen.

### Bücher und Zeitschriften
- Arbeitsgemeinschaft Jugendfreizeitstätten Baden-Württemberg e.V. (Hrsg.): „Twittern, bloggen, gruscheln – Kommunikations-	und Sozialverhalten im Internet“, Stuttgart 2009.
- Arbeitsgemeinschaft "Haus der Offenen Tür" Nordrhein-Westfalen: Offene Kinder- und Jugendarbeit. Programm und Positionen, 2011.
- Arbeitsgemeinschaft für Jugendhilfe: Stellungnahme zur Offenen Kinder- und Jugendarbeit, in: FORUM Jugendhilfe, 2/2005.
- Arbeitskreis Qualitätsoffensive Offene Kinder- und Jugendarbeit im Rems-Murr-Kreis: Positionspapier „Grundlage zur Qualitätsoffensive“, 2010.
- Bundesarbeitsgemeinschaft evangelische Jugend im ländlichen Raum: Offene Jugendarbeit auf dem Land
- Dachverband offene Jugendarbeit Schweiz (DOJ): Offene Kinder- und Jugendarbeit in der Schweiz. Grundlagen für Entscheidungsträger und Fachpersonen, 2007.
- Deinet/Sturzenhecker: Handbuch Offene Kinder- und Jugendarbeit. Wiesbaden, 4., überarb. und aktual. Aufl. 2013, ISBN 978-3531175201.
- Fehrlen, Burkhard: Weg vom Konjunktiv: Bildung und Integration in Jugendarbeit und Politik, in: Offene Jugendarbeit, 03/2011.
- Fehrlen/Koss: Bildung im Alltag der Offenen Kinder- und Jugendarbeit. Schriftenreihe der LAGO zur Offenen Kinder- und Jugendarbeit 2009.
- Kreisjugendring München-Land: Rahmenkonzept Geschlechtsreflektierende Jugendarbeit, 2004.
- Lindner (Hrsg.): Kinder- und Jugendarbeit wirkt. Aktuelle und ausgewählte Evaluationsergebnisse der Kinder- und Jugendarbeit, 2008.
- Medienpädagogischer Forschungsverbund Südwest: JIM 2010.
- Müller, Burkhard; Schmidt, Susanne; Schulz, Marc: Wahrnehmen können - Jugendarbeit und informelle Bildung, Freiburg 2005.
- Christian Pfeiffer, Susann Rabold, Dirk Baier: Sind Freizeitzentren eigenständige Verstärkungsfaktoren der Jugendgewalt? ZJJ – Zeitschrift für Jugendkriminalrecht und Jugendhilfe, 3/2008.
- Rauschenbach u. a.: Expertise zur Lage und Zukunft der Kinder- und Jugendarbeit in Baden-Württemberg, Dortmund, Frankfurt, Landshut, München, 2010.
- Voigt-Kehlenbeck, Corinna: „Blödeln und Rumhängen – ist bei uns Programm. Anmerkungen zur Bildungsdiskussion und zur besonderen Herausforderung, Jugendliche zu flankieren in ihrer Auseinandersetzung mit Erwachsenen, deren Habitus sich partiell an der Welt von Jugendlichen orientiert“, in: Offene Jugendarbeit, 01/2009.

Gesellschaft
- Bundesamt für Sozialversicherung (BSV) Eidgenössische Kommission für Kinder- und Jugendfragen (EKKJ): Mehr freie Zeit und Freiräume für Kinder!, 2005.